# 巴西鏟鼻鯰
巴西鏟鼻鯰（學名：Listrura boticario），為輻鰭魚綱鯰形目毛鼻鯰科的其中一種。分布於南美洲巴西Da Figueira及Guaraqueçaba河流域，體長可達3.7公分，棲息在底層水域，生活習性不明。